# Paul Buckmaster
Paul John Buckmaster (Londra, 13 giugno 1946 – Los Angeles, 7 novembre 2017) è stato un violoncellista, compositore e arrangiatore britannico.
Noto per la sua prolungata collaborazione con Elton John, ha contribuito agli arrangiamenti di molte canzoni di successo tra le quali Space Oddity di David Bowie (1969). Sempre nel 1969 suona il violoncello in Joy of a Toy di Kevin Ayers, mentre nel 1972 è in On the Corner di Miles Davis.

## Biografia
Nato a Londra da padre inglese e madre italiana di Napoli, Paul iniziò a studiare il violoncello a quattro anni, a dodici anni sua madre, Ermenegilda Maltese, pianista diplomata al Conservatorio San Pietro a Majella, lo portò a Napoli a studiare violoncello con il Maestro Willy La Volpe, che in due mesi lo preparò per l'esame di ammissione al conservatorio. Paul vinse la borsa di studio e frequentò per quattro anni il San Pietro a Majella. Furono anni fondamentali per la sua formazione musicale. A diciassette anni vinse la borsa di studio per la Royal Academy of Music.
Buckmaster ha collaborato con un gran numero di gruppi jazz e di progressive rock tra cui la Third Ear Band, i Nucleus e i Suntreader.
Nel 1969 Buckmaster incontrò Miles Davis a Londra, e iniziò a studiare con lui a New York nel 1972. Prese poi parte all'incisione di On the Corner (1972), scrivendone gli arrangiamenti e suonando il violoncello elettrico; lo stesso Davis riconobbe il compositore quale uno dei principali artefici per la riuscita dell'album, anche per avergli consigliato l'ascolto di Bach, che fu una delle principali fonti d'ispirazione per quel lavoro, nonché assai amato da Buckmaster.
La sua collaborazione con Elton John iniziò nel 1970 insieme al produttore Gus Dudgeon, con gli arrangiamenti orchestrali del suo secondo album, Elton John, e contribuì enormemente ai suoi lavori migliori, come Tumbleweed Connection del 1970 e Madman Across the Water del 1971. L'album Friends di Elton John, colonna sonora dell'omonimo film del 1971, in realtà conteneva anche diverse composizioni strumentali di Buckmaster. La collaborazione è proseguita poi saltuariamente fino ai giorni nostri. Nel 1975 scrisse con David Bowie una colonna sonora per il film L'uomo che cadde sulla Terra, ma la musica fu ritenuta non adatta dal regista Nicolas Roeg e fu scartata.
Altri arrangiamenti di Buckmaster furono usati in album di molti artisti tra cui i Rolling Stones, Leonard Cohen, i Grateful Dead, Mott the Hoople, Shawn Phillips, Harry Nilsson, Carly Simon, Faith Hill, Backstreet Boys, The Darkness, Keith Urban e Céline Dion. In Italia ha collaborato, tra gli altri, con Riccardo Cocciante, Eros Ramazzotti, Tony Esposito, Angelo Branduardi, Mina, Teresa De Sio e Umberto Balsamo.
Buckmaster ha vinto un Grammy come miglior arrangiatore per la canzone del 2001 Drops of Jupiter dei Train, che lo vollero anche nel successivo My Private Nation. Nel 2004 e 2005, Paul ha continuato la sua carriera di arrangiatore lavorando sull'album del 2008 Chinese Democracy dei Guns N' Roses, e sulla canzone Landed, di Ben Folds. Si è dedicato molto anche alle colonne sonore, la più famosa delle quali è stata quella per L'esercito delle 12 scimmie di Terry Gilliam nel 1996. Nel settembre 2016 si è esibito in concerto dal vivo alla Fiera Internazionale della Musica di Erba, col suo gruppo Max&Friends, del quale era produttore artistico, compositore ed arrangiatore.